# Svazek obcí panství hradu Veveří
Svazek obcí panství hradu Veveří je svazek obcí v okrese Brno-venkov, jeho sídlem je Hvozdec a jeho cílem je regionální rozvoj obecně. Sdružuje celkem 6 obcí a byl založen v roce 2003.

## Obce sdružené v mikroregionu
- Hvozdec
- Chudčice
- Javůrek
- Rozdrojovice
- Říčany
- Veverské Knínice